# Hotchkiss (Colorado)
Pour les articles homonymes, voir Hotchkiss.
Hotchkiss est une ville américaine située dans le comté de Delta dans le Colorado.
Selon le recensement de 2010, Hotchkiss compte 944 habitants. La municipalité s'étend sur 0,91 milles carrés (2,36 km2).
Elle est nommée en l'honneur de son fondateur Enos T. Hotchkiss.
La ville abrite le siège de l'opérateur de réseau mobile virtuel Best Cellular. Dans la rue principale se trouve en outre l'hôtel Hotchkiss, un hôtel inscrit au Registre national des lieux historiques depuis le 20 septembre 1984.

## Démographie
| 1900 | 1910 | 1920 | 1930 | 1940 | 1950 |
| ---- | ---- | ---- | ---- | ---- | ---- |
| 261  | 600  | 572  | 541  | 653  | 715  |

| 1960 | 1970 | 1980 | 1990 | 2000 | 2010 |
| ---- | ---- | ---- | ---- | ---- | ---- |
| 626  | 507  | 849  | 744  | 968  | 944  |